# Sol Alac
Sol Alac  é cantora e compositora argentina.

## Biografia

### Carreira artística
Antes de iniciar sua carreira como cantora Sol fez trabalhos como modelo e atriz. Sua carreira de atriz passou pelo teatro, televisão – seriados, novelas, videoclipes). Participou dos filmes Heroes y Demônios (1999) e 76-89-03 (2000) interpretando o personagem Wanda Manera. Atuou no videoclipe Avanti Morocha do famoso grupo argentino de rock Caballeros de la Quema.
A primeira passagem por Belo Horizonte, em 2002, acompanhando a carreira de seu marido, o jogador de futebol, Juan Pablo Sorín, teve participações especiais nos shows e no disco O Tempo, de Celso Adolfo. Alguns anos depois, Sol Alac viveu diferentes experiências em países da Europa como, Itália, Espanha, França e Alemanha, onde o canto e as artes plásticas ganharam força em sua vida.
Sol e a família elegeram as terras mineiras para viver e, em Belo Horizonte, lançou sua carreira musical com o dvd “La luz de mis Ojos”
, há muito esperada por quem conhece o talento e a voz desta argentina.
Em 2011 participou no Festival Nómade ante 4 mil pessoas. Em 2012 realizou shows em importantes Festivais de Música, como Savassi Jazz Festival.
La Luz de Mis Ojos é o primeiro DVD da cantora argentina Sol Alac. Foi gravado nos dias 29 e 30 de junho de 2011 no Espaço Cento e Quatro em Belo Horizonte.
Sol gravou o dvd acompanhada dos músicos Augusto Argañaraz (percussão), Roberto Amerise (contrabaixo), Marcelo Saraceni (violão) e Norberto Vogel (piano e bandoneon). Junto com Marcelo, Norberto assinou os arranjos e também dividiu a direção musical com a artista argentina.

### Vida pessoal
É casada com o apresentador de TV e ex-jogador de futebol Juan Pablo Sorín.

## Shows de destaque
- 2011: La Luz de Mis Ojos[6]
- 2011: Festival Nomade
- 2011: Festival Gastronômico de Tiradentes[12]
- 2012: Savassi Jazz Festival[13][14]
- 2012: Conservatório de Música da UFMG[15]
- 2012: Favela Chic, em Paris
- 2013 Garanhuns Jazz Festival, Pernambuco
- 2013 Miranda, Rio de Janeiro
- 2013 Na Mata, São Paulo
- 2013 Teatro Oi, Brasilia
- 2014 Madero Tango, Buenos Aires
- 2014 CCBB, Belo Horizonte
- 2015 Riviera Bar, São Paulo
- 2015 F.U.R.O.R, Belo Horizonte
- 2017 Disjuntor, São Paulo
- 2018 Inmigrantes e Magma, Montevidéu- Uruguai
- 2018 Mama Cadela e Querida Jacinta, Belo Horizonte